# Life Is a Flower
Life Is a Flower (englisch für „Das Leben ist eine Blume“) ist ein Popsong der schwedischen Gruppe Ace of Base aus dem Jahr 1998. Musik und Text stammen von Jonas Berggren, Produzenten waren neben Berggren selbst Tommy Ekman und Per Adebratt.

## Aspekte
Aufgenommen wurde das Lied im Studio von September 1997 bis Anfang 1998.
Wegen des Erfolgs wurde der Song unter dem Titel Whenever You’re Near Me von der Band selbst erneut gecovert und am 6. Oktober 1998 in Nord- und Südamerika veröffentlicht. Der Text wurde von Mike Chapman neu verfasst.
Es entstanden zwei Musikvideos, ersteres wurde unvollendet abgelehnt, da die Aussage des Liedes nicht zur Geltung gekommen sei. Das zweite, schließlich veröffentlichte Musikvideo konzipierte Jenny Berggren. 2015 nannte der Texter und Musiker Jonas Berggren in einem Interview Life Is a Flower seinen Lieblingstrack von Ace of Base.

## Inhalt
Der Liedtext zu Life Is a Flower ist in englischer Sprache verfasst. Der Titel bedeutet ins Deutsche übersetzt so viel wie „Das Leben ist eine Blume“. Das Tempo beträgt 96 Schläge pro Minute. Die Tonart ist b-Moll.

## Mitwirkende
- Gesang – Linn Berggren, Jenny Berggren und Jonas Berggren
- Backgroundgesang – Jenny Berggren, Linn Berggren, Jonas Berggren und Douglas Carr
- Songwriting – Jonas Berggren
- Produktion – Tommy Ekman und Per Adebratt

## Rezeption

### Charts und Chartplatzierungen
| ChartsChartplatzierungen       | Höchstplatzierung | Wochen |
| ------------------------------ | ----------------- | ------ |
| Deutschland (GfK)              | 20 (13 Wo.)       | 13     |
| Österreich (Ö3)                | 15 (12 Wo.)       | 12     |
| Schweden (GLF)                 | 5 (13 Wo.)        | 13     |
| Schweiz (IFPI)                 | 18 (20 Wo.)       | 20     |
| Vereinigtes Königreich (OCC)   | 5 (11 Wo.)        | 11     |
| Vereinigte Staaten (Billboard) | 76 (5 Wo.)        | 5      |

### Auszeichnungen für Musikverkäufe
| Land/Region                  | Auszeichnungen für Musikverkäufe (Land/Region, Auszeichnung, Verkäufe) | Verkäufe |
| ---------------------------- | ---------------------------------------------------------------------- | -------- |
| Schweden (IFPI)              | Gold                                                                   | 15.000   |
| Vereinigtes Königreich (BPI) | Silber                                                                 | 200.000  |
| Insgesamt                    | 1× Silber · 1× Gold ·                                                  | 215.000  |

Hauptartikel: Ace of Base/Auszeichnungen für Musikverkäufe